# Rivière des Mille Îles
Ne doit pas être confondu avec l'archipel des Mille-Îles situé au nord-est du lac Ontario.
La rivière des Mille Îles (en abénaqui: Makigôtekw) est un émissaire de la rivière des Outaouais, définissant la limite nord du grand archipel d'Hochelaga, dans le sud du Québec. Longue d’une quarantaine de kilomètres, elle constitue l’un des cinq exutoires du lac des Deux-Montagnes et abrite une centaine d’îles qui couvrent une superficie totale de 350 hectares. Une dizaine de ses îles sont présentement incluses au sein du refuge faunique de la rivière des Mille-Îles.

## Hydrographie
La rivière des Mille Îles est située dans la grande région métropolitaine de Montréal et prend source au lac des Deux Montagnes (élargissement de la rivière des Outaouais) et se jette dans la rivière des Prairies à la limite est de Terrebonne (secteur Lachenaie). Elle borde l'île Jésus au nord. Sur sa rive sud, seule la ville de Laval est riveraine alors que du côté nord l'on retrouve, à partir de l'ouest, les villes de Deux-Montagnes, Saint-Eustache, Boisbriand, Rosemère, Lorraine, Bois-des-Filion et Terrebonne.
La largeur du lit de la rivière varie entre 300 m à 1 300 m ; la largeur maximale étant atteinte dans le secteur de l’archipel Sainte-Rose. Quant à la profondeur de la rivière, celle-ci est généralement de 3 m dans les secteurs d’eau douce et de moins de 1 m dans les rapides. Le débit de l’eau varie fortement en fonction des saisons : le débit moyen est de 560 m3/s en avril comparativement à 140 m3/s en septembre. Un débit maximum de 1 388 m3/s peut être atteint en avril et un débit minimum de 18,8 m3/s est possible lors de la période estivale.
La rivière des Mille-Îles fut largement affectée et modelée par l’activité humaine. En 2001, l’on estimait qu’approximativement la moitié de cette dernière était consacrée à l’agriculture (49,8 % en 2001). Quant aux zones urbaines, elles couvraient, à la même époque, environ un dixième (9,6 %) du cours d’eau. Menacées par le développement urbain, les forêts furent réduites à moins d’un quart du territoire total de la rivière (23,3 % en 2001).

## Îles
Des 110 îles et îlots qui parsèment la rivière des Mille-Îles, seulement quatre mesurent plus de 1 km de longueur. De ces dernières, l’île aux Vaches, longue de 2,5 km, est la plus grande. Une liste partielle des îles et îlots de la rivière des Mille-Îles comprend :

### Secteur Deux-Montagnes, Saint-Eustache et Laval-Ouest
L’île Boisée, l’île Turcotte, l’île Norton, l’île Rathe, l’île Reginbald, l’île Viau, l’île Hectore-Champagne, l’île Arthur-Sauvé, l’île Noéllia, l’Îlot Dutrissac, l’île Taillefer, l’île Yale, l’île Norbert-Aubé, l’île Lambert-Guérin, l’île Corbeil, l’île Joseph-Lacombe, l’île Maurice, l’île Ouimet, l’Îlot Lacourse, l’île Provost et l’Îlot Lacombe.

### Secteur Boisbriand, Rosemère et Laval-Centre
L’île Isaïe Locas, l’île aux Moutons (deux îles distinctes de ce secteur possèdent ce nom), l’Île de Mai, l’île Malouin, l’île Desroches, l’île Chabot, l’île Clermont, l’île Moris, l’île Eugène, l’île Locas, l’île Lacroix, l’île Thibault, l’île des Langlois, l’île Saint-Mars, l’île Lefebvre, l’île des Lys, l’île des Frères, l’île Chapleau, l’île Kennedy, l’île aux Fraises, l’île Gendron, l’île Gagnon, l’île Rodier, l’île aux Juifs, l’île Ducharme, l’île Gaudette, l’île Paré, l’île Bélair, l’île Darling, l’Île Normand, l’île Joly et l’île Philippe-Labelle.

### Secteur Rosemère, Lorraine, Bois-des-Filion, Terrebonne et Laval-Centre
L’île Bradford, l’île Cardinal, l’île Céglia, l’île de Grandmont, l’île Garth, l’île Lamothe, l'île Bélair, la petite île aux Vignes et l’île aux Vignes.

### Secteur Terrebonne et Laval-Est
L’île Bouchard, l’Île Brodeur, l’île Jargaille, l’île Saint-Joseph, l’île Forget, l’île Poirier, l’île Limoges, l’île aux Vaches, l’île Perron, l’île Desrosiers, l’île Douvreleur, l’île Dulude, l’île au Foin, l’île Saint-Pierre, l’île Whiteford, l’île Saint-Jean, l’île aux Moutons (ne pas confondre avec les deux îles du même nom dans le secteur Boisbriand, Rosemère et Laval-Centre de la rivière), l’île des Moulins.

## Eau potable
La qualité de l’eau de la rivière des Mille-Îles évolua considérablement au cours du 20e siècle. Une destination touristique privilégiée des baigneurs et reconnue pour ses plages au début des années 1900, la rivière fut grandement affectée par l’urbanisation rapide de la région qui caractérisa la période de l’après-guerre. Cette urbanisation, combinée à une carence des installations d’assainissement des eaux, conduisit à une détérioration considérable de la qualité de l’eau ainsi qu’à la fermeture définitive des plages dès les années 1950. À partir de la décennie 1960, plusieurs ouvrages d’assainissement des eaux furent construits afin de corriger cette situation. Les principaux travaux d’assainissement prirent place lors des années 1990 et se conclurent en 1999 par l’ouverture des stations d’épuration de Blainville–Sainte-Thérèse, de Rosemère-Lorraine et de Deux-Montagnes. Au total, 14 stations d’épuration furent mises en service et la grande majorité de la population du bassin versant de la rivière des Mille-Îles est maintenant desservie par un réseau d’égout et une station d’épuration. Les cinq usines de purification de la rivière assurent, quant à elles, l’alimentation en eau potable de plus de 440 000 personnes.
À la suite des différents travaux d’assainissement des eaux mentionnés plus haut, la qualité de l’eau de la rivière a connu une amélioration appréciable. Comparativement aux autres tributaires du Saint-Laurent, l’eau de la rivière des Mille-Îles possède un faible niveau de contamination chimique. Quoique des pluies abondantes puissent mener à des surverses des eaux usées non traitées, les niveaux de contamination bactériologique atteignent régulièrement des niveaux acceptables pour la baignade à divers endroits sur la rivière. D’ordre général, la qualité de l’eau de la rivière des Mille-Îles ne menace pas la pratique d’activités nautiques sur celle-ci.

## Faune et flore
La rivière des Mille-Îles constitue un écosystème riche peuplé d’une large variété d’espèces animales et végétales. La flore de la rivière peut être divisée en quatre principaux groupements végétaux : « l’érablière à caryers (forêt climatique), l’érablière argentée (marécage), les herbiers (marais) et les groupements de plantes flottantes (eau profonde) ». Au sein de ces derniers, l’on retrouve dix écosystèmes forestiers exceptionnels (EFE), des groupements forestiers rares ainsi que plusieurs refuges d’espèces vulnérables ou menacées telles la carmantine d’Amérique et la lézardelle penchée,. Quant à la faune, il est possible d’observer 40 espèces de mammifères, 25 espèces de reptiles et d’amphibiens, 60 espèces de poissons et plus de 200 espèces d’oiseaux au sein de la rivière des Mille-Îles.
Au total, 91 espèces retrouvées sur le territoire de la rivière des Mille-Îles sont menacées (55 espèces animales et 36 espèces végétales). Cet état de fait est en partie attribuable à la dégradation des habitats naturels de ces espèces ; l’artificialisation des rives, la construction en bordure de l’eau, le déboisement et l’entretien excessif de la végétation riveraine ayant sensiblement transformé le paysage de la rivière. Cette détérioration et le danger qu’elle représente pour les espèces en péril de la rivière motivèrent l’organisation lavalloise Éco-Nature à développer plusieurs projets de restauration et de protection des habitats naturels en collaboration avec les municipalités riveraines.
On retrouve également une espèce envahissante, la moule zébrée, qui représente une menace sérieuse pour les moules d'eau douce indigènes et, par conséquent, pour tout l'écosystème. En effet, les mulettes occupent un rôle trophique fort important : elles filtrent un volume d'eau élevé, contrôlent la densité de certaines espèces, favorisent la reproduction d'autres et ralentissent l'eutrophisation, notamment.

## Refuge faunique
Reconnu en 1998 par le gouvernement du Québec, le refuge faunique de la Rivière-des-Mille-Îles constitue l’un des onze refuges fauniques du Québec. Il s’agit aussi du seul refuge faunique en milieu urbain de la province. Constitué d’une dizaine d’îles et s’étalant sur un territoire de 26 hectares, ce refuge faunique possède un centre d’interprétation et offre plusieurs activités liées à l’écotourisme. Le refuge accueille également le Parc de la Rivière-des-Mille-îles, plus important centre de location d’embarcations non motorisées du Québec (approximativement 130 000 visiteurs et 32 000 embarcations louées en 2018).

## Pêche
Il est possible de pêcher sur la rivière des Mille-Îles à condition de posséder un permis de pêche et de respecter les limites de prises (varient en fonction de l’espèce) ainsi que les périodes de pêche. Certaines limitations à la pêche sportive peuvent également être appliquées aux secteurs des frayères (lieux de reproduction) afin de protéger les populations de poissons. Parmi les nombreuses espèces retrouvées dans la rivière, la perchaude, le doré jaune, l’achigan à petite bouche et le grand brochet sont particulièrement attrayants pour les amateurs de pêche sportive. Inversement, certaines des espèces qui peuplent la rivière ne peuvent être pêchées en raison de leur faible population. À titre d’exemple, le chevalier cuivré, un poisson indigène de la rivière, possède le statut d’espèce en voie d’extinction et sa pêche est conséquemment interdite.

## Historique
Bien que l’histoire précoloniale de la rivière des Mille-Îles demeure méconnue, l’analyse de différents artéfacts archéologiques retrouvés au sein de celle-ci, lors de fouilles menées en 1996, démontre qu’elle fut longuement fréquentée par différents groupes autochtones. Plus spécifiquement, les archéologues estiment que l’ancienneté des artéfacts en question s’échelonne entre 3000 avant notre ère et 1000 de notre ère. Une présence autochtone sur le territoire de la rivière des Mille-Îles est également constatée par des observateurs européens tel le Père Dalmas qui identifia deux campements autochtones sur l’Île Jésus (aujourd’hui Laval) lors d’un voyage mené en 1674. L’existence de ces campements semble indiquer que l’île Jésus était alors utilisée de manière temporaire par des groupes intéressés par la traite de fourrures ; ceux-ci descendant vers le sud lors de la saison estivale afin de se prêter à ce commerce.
Le voyage du Père Dalmas préalablement mentionné constitue la première tentative d’exploration et de représentation cartographique de la rivière des Mille-Îles. Organisé par les Jésuites, ce voyage avait comme principal objectif l’établissement d’une mission religieuse sur l’île Jésus. Quoique ce projet missionnaire ne vit jamais le jour, l’expédition du Père Dalmas se conclut par la production d’une première carte de la rivière des Mille-Îles.
Les efforts de colonisation de la rivière par les Français débutèrent en 1670 lorsqu’un dénommé François Berthelot défricha 90 arpents de terre sur la pointe est de l’île Jésus. En 1680, le territoire de l’île Jésus passa sous le contrôle du séminaire de Québec qui éprouva certaines difficultés à peupler ce dernier en raison d’une opposition constante de la part des Iroquois. La signature de la Grande Paix de Montréal en 1701 stabilisa la région et permit une augmentation notable des efforts de colonisation française. Une première paroisse, celle de Saint-François-de-Sales fut mise sur pied dès 1702. En 1740, les paroisses Sainte-Rose et Saint-Vincent-de-Paul virent le jour afin de mieux desservir la population française grandissante.

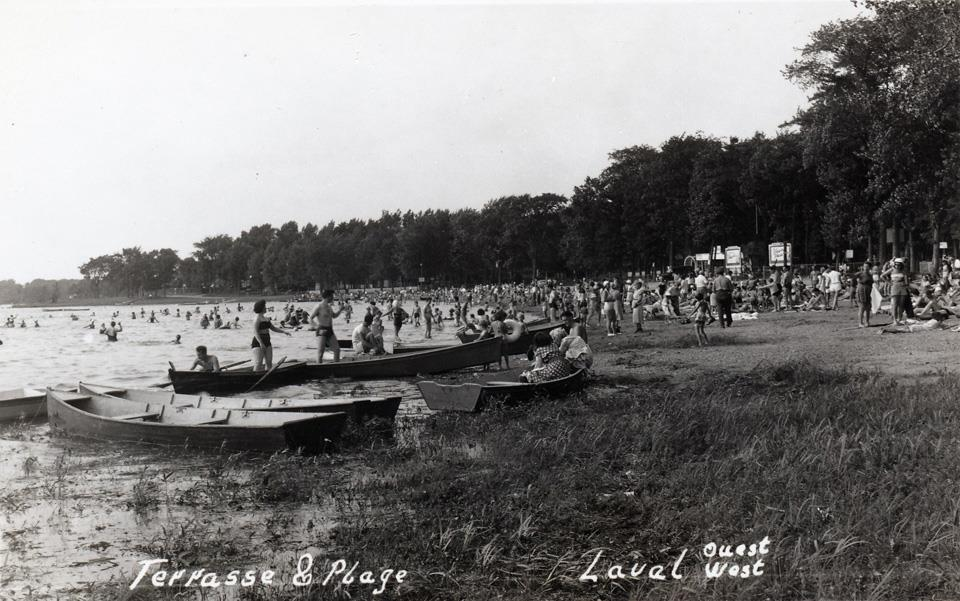
La plage de la Berge aux Quatre-Vents sur la rivière à Laval-Ouest vers 1940

En 1876, la construction d’une petite gare de train au sein du village agricole de Sainte-Rose annonce le développement d’une industrie touristique centrée sur la rivière des Mille-Îles. Désormais située à moins d’une heure de train du centre-ville de Montréal, Sainte-Rose accueille, dès les années 1880 à 1890, des milliers de villégiateurs désireux de profiter de la rivière. Perçues comme un âge d’or de la villégiature pour Sainte-Rose, les quarante prochaines années voient la construction de centaines de chalets le long du cours d’eau et sur les îles qui peuplent celui-ci. Cet afflux de touristes conduit également à la création de clubs et d’évènements nautiques tels que le Sainte-Rose Boating Club et les courses de régates.
Lors des années 1950, le caractère touristique de la rivière des Mille-Îles fut remis en question par le développement démographique de la région ainsi que de nouvelles inquiétudes relatives à la qualité de l’eau. Progressivement, les chalets furent remplacés par des résidences permanentes et les activités de villégiatures furent abandonnées.[6] Lors des années 1980 et 1990, plusieurs efforts furent déployés afin de combattre la pollution et améliorer la santé de la rivière des Mille-Îles ; des efforts qui se poursuivent encore aujourd’hui.

## Toponymie
La présente appellation de la rivière tire ses origines du terme « Mil Isles » originellement utilisé par les jésuites afin de décrire un archipel situé entre le Lac des Deux-Montagnes et la présente ville de Terrebonne. Plus spécifiquement, la Relation Jésuites de 1674 rapporte que : « “nous avons visité le bout d’en hault [de l’île Jésus], d’où descendant par la rivière Jésus l’on ne trouve que mauvais pays tout inondé parsemé des mil Isles”. En 1683, Michel-Sidrac Dugué obtient une seigneurie située non loin de la présente rivière qui, quelques années plus tard, sera connue sous le nom de Seigneurie des Mille-Isles. C’est finalement en 1754 que Nicolas-Gaspard Boucault utilisera le terme Milse Isle en référence au cours d’eau qui porte présentement ce nom. Préalablement, ce dernier portait le nom de Rivière Saint-Jean ; un toponyme qui peut être retracé à la Relation des Jésuites de 1637. Plusieurs autres noms furent utilisés afin de décrire la rivière : Rivière Jésus, Rivière La Chesnay, Rivière de Repentigny et Branch of the River Ottawa. Pour les Abénakis, le terme Makigôteckw (rivière aux râteaux) fut traditionnellement utilisé afin de décrire ce cours d’eau.

## Ponts
Plusieurs ponts enjambent la rivière des Mille-Îles. De l'ouest vers l'est :
- Pont ferroviaire de Deux-Montagnes
- Pont cyclable et piétonnier du barrage du Grand-Moulin
- Pont Arthur-Sauvé (P-02071/1949)
- Pont Vachon (P-14543/1972)
- Pont Gédéon-Ouimet (P-09722/1958)
- Pont Marius-Dufresne (P-03881/1945)
- Pont ferroviaire de Rosemère
- Pont Athanase-David (P-14575/1978)
- Pont Mathieu (P-07724/1964)
- Pont Lepage (P-03879/1964)
- Pont Sophie-Masson (P-11739/2007)
- Pont ferroviaire de Terrebonne

## Galerie

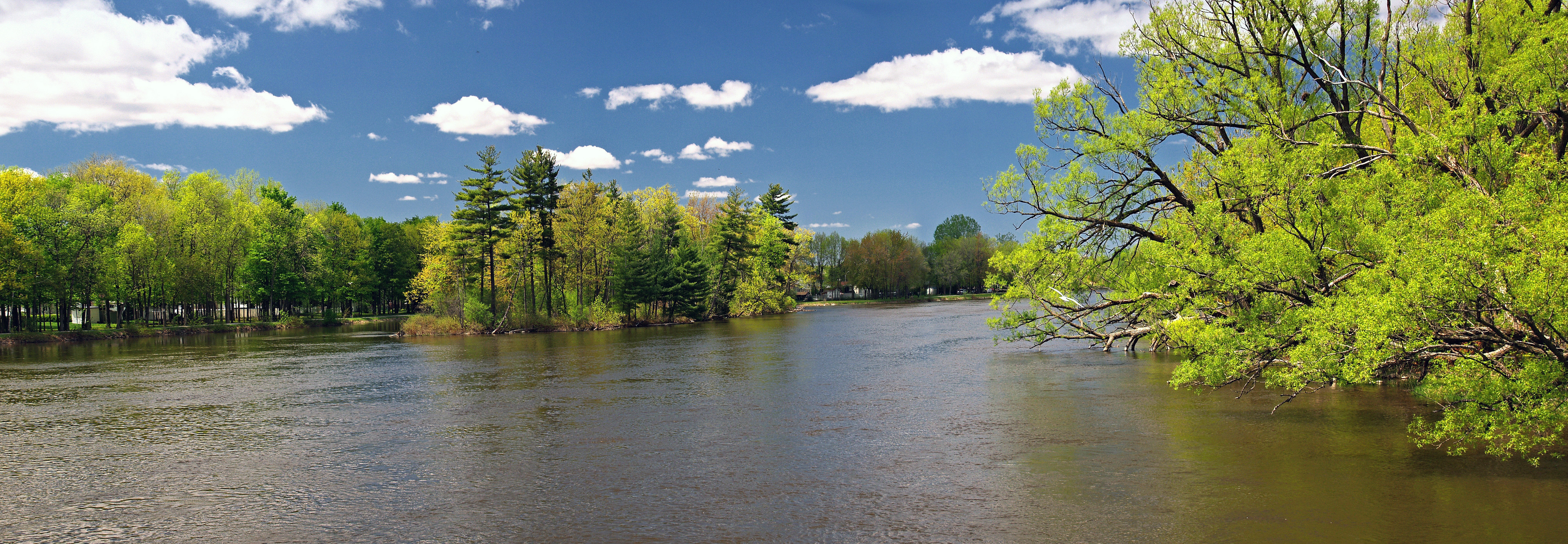
La rivière des Mille Îles vers la fin de son cours, à Terrebonne. De gauche à droite se trouvent l'Île Saint-Jean, l'Île aux Moutons et l'Île des Moulins.